# Almindelig krageklo
Almindelig krageklo (Ononis spinosa) er en 20-60 cm lang halvbusk eller urt af slægten krageklo (Ononis). I Danmark forekommer mest almindeligt underarten markkrageklo (ssp. spinosa), der vokser ved veje og på overdrev. Andre underarter er strandkrageklo (ssp. maritima) og stinkende krageklo (ssp. arvensis). Tidligere blev disse tre underarter betragtet som selvstændige arter.

## Underarter

### Markkrageklo
Markkrageklo (subsp. spinosa) er udbredt i Europa, undtagen de nordligste og mest østlige egne. I Danmark er den almindelig de fleste steder. Den er knyttet til lysåbne voksesteder på tør og kalkholdig, men næringsfattig jord, og derfor findes den i klitter og på strandenge, tørre overdrev og opgivne marker, ved veje og på skrænter.
Markkrageklo er en flerårig, urteagtig plante eller halvbusk med en nedliggende til opstigende vækst. Stænglerne er dækket af klæbende hår, og de har et varierende antal torne. Til forskel fra strandkrageklo (ssp. maritima) er stænglen alsidigt håret. Bladene er spredtstillede og trekoblede med smalt ægformede småblade og grovtakket rand. Oversiden er mørkt grågrøn, mens undersiden er lysegrøn. Begge bladsider er behårede.
Blomstringen foregår i perioden juli-september, hvor man finder blomsterne få sammen i bladhjørnerne. De enkelte blomster er 5-tallige og uregelmæssige (som ærteblomster nu er) med lyserøde kronblade og sammenvokset bæger. Frugterne er smalle, næsten sorte bælge med mange frø.
Rodsystemet består af en vandret krybende jordstængel og kraftige, dybtgående rødder.
Højde x bredde og årlig tilvækst: 0,50 x 0,75 m (50 x 75 cm/år).

### Strandkrageklo
Strandkrageklo (subsp. spinosa) har oftest ensidigt hårede stængler og en opret eller opstigende vækst. Den findes i Danmark hist og her på strandoverdrev og strandenge, især på Øerne. Den er desuden udbredt i dele af det øvrige Europa samt i Vestasien og Nordafrika.

### Stinkende krageklo
Stinkende krageklo (subsp. arvensis) mangler grentorne og har en ubehagelig lugt. Den har ligesom strandkrageklo en opret eller opstigende vækst. Den er udbredt i Øst- og Nordeuropa samt Vestasien. I Danmark er den sjælden i Nordjylland og på Øerne i krat og på overdrev.

## Plantesamfund
På grå klitter i Irland findes markkrageklo sammen med bl.a. alm. brunelle, alm. kællingetand, alm. mælkeurt, slangehoved, bidende stenurt, blågrøn star, gul kløver, gul rundbælg, gul snerre, hundeviol, hvid kløver, lancetvejbred, liden klokke, liden skjaller, marktusindgylden, rød svingel, sandstar, Thymus polytrichus (en art af timian), tidlig dværgbunke, tveskægget ærenpris og vellugtende gulaks.
| Portal | Portal:Botanik |